# Samuel Gerlach

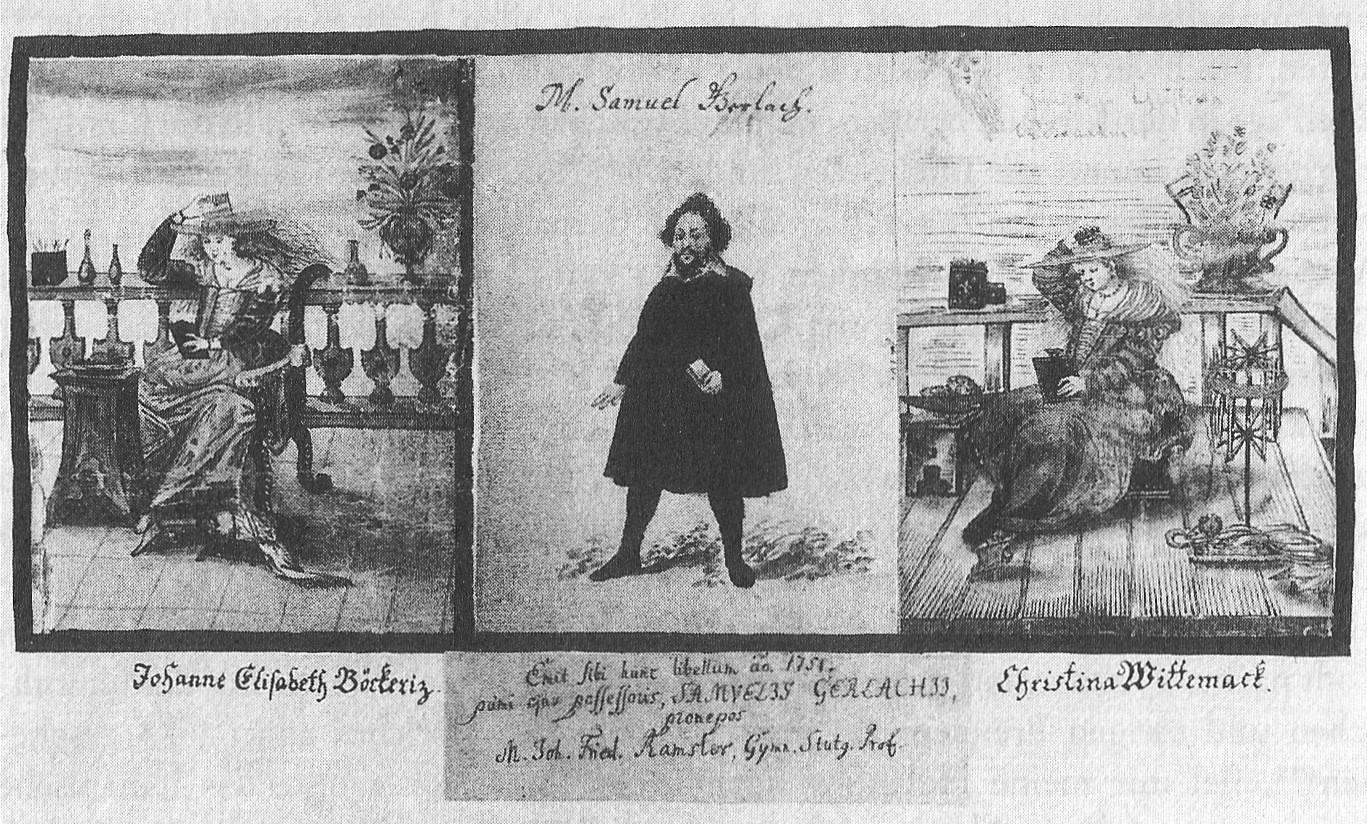
Samuel Gerlach mit seinen ersten beiden Ehefrauen

Samuel Gerlach (* 14. Januar 1609 in Göppingen; † 7. März 1683 in Freudenstadt) war ein deutscher lutherischer Geistlicher und Theologe.

## Leben
Gerlach war das Älteste der achtzehn Kinder von Samuel Gerlach (1583–1639), ein Sohn des  Theologen Stephan Gerlach. Der Vater hatte zum Zeitpunkt der Geburt seines ältesten Sohnes seine erste Pfarrstelle als Diakon in Göppingen. Zwei Jahre später wurde er zum Pastor in Kilchberg befördert. Gerlachs Mutter, die Pastorentochter Helene Hutzelin, starb 1619. Im folgenden Jahr heiratete der Vater erneut. 1621 zog die Familie nach Wildbad, wo der Vater Pastor der Stadtkirche, die während seiner Amtszeit durch Heinrich Schickhardt umgebaut wurde, und Spezialsuperintendent wurde. Ab 1626 war der Vater dann als Spezialsuperintendent wieder in Göppingen.
Samuel Gerlachs Immatrikulation an der Universität Tübingen erfolgte am 3. November 1623. Am 6. April 1625 erhielt er den Bakkalaureusgrad. Er wurde 1626 Stipendiat und am 5. September 1627 zum Magister graduiert. Als Feldprediger diente er 1632 unter Gustav Adolf, bevor er 1633 eine Stelle als Pfarrer in Dahenfeld erhielt. Dort wurde er 1634 vertrieben. Er schloss sich als Feldprediger der Armee von Sachsen-Weimar an, bevor er noch 1634 Feldprediger in der Mecklenburger Armee wurde.
Gerlach erhielt 1635 eine Stelle als Hauslehrer in Lübeck bei der Familie von Rantzau. Kurz darauf nahm er einen Ruf als Hofprediger in Eutin an, bevor er 1638 als Kanzelredner beim Bischof Joahnn X. von Lübeck wurde. Dort wirkte er bis 1644, als ihm die Pfarrstelle in Grebin übertragen wurde. In der anschließenden Zeit war er um Danzig beheimatet. Er war unter anderem Hauslehrer der Sybille Schwarz, deren poetische Begabung er förderte, sowie Pfarrer in Osterwick und Zugdam bei Danzig.
Gerlach wurde 1652 durch Johann Valentin Andreae nach Württemberg zurückgerufen. Zunächst erhielt er 1652 eine Pfarrstelle in Heubach, bevor er 1653 Senior in Biberach an der Riß, 1655 Spezialsuperintendent in Wildbad und 1670 Spezialsuperintendent in Markgröningen wurde. Dort wirkte er bis 1680. 1678 erfolgte seine Ernennung zum Abt von St. Georgen. Dieses Amt hatte er bis zu seinem Tod inne.
Gerlach war dreimal verheiratet. Zunächst heiratete er am 13. November 1639 in Eutin die Johanna Elisabeth Böckeritz, Tochter eines kurfürstlich sächsischen Kapellmeisters. Diese starb am 11. April 1640 bei der Geburt ihres ersten Kindes, das ihr 4 Wochen später folgte. Am 16. Mai 1641 heiratete er in Flensburg Christina Wittemack, die seinen Lebensweg bis zu seiner Stellung in Markgröningen begleitete. Sie starb dort 1673. Am 27. Januar 1674 heiratete er in Markgröningen schließlich Anna Margaretha Laubenberger.

## Werke (Auswahl)

Sibÿllen Schwarzin Deutsche Poëtische Gedichte (Titelblatt, 1650)

- Newer Post-Reuter und Vielvermehrter Prognosticanten-Schlüssel/ Das ist: Erklährung der Calender-Schreiber/ Prognosticanten und Postreiter verblümter Wörter und Namen/ darunter sie grosse Herren/ Länder und Städte verstehen, 1642 (auch Amsterdam 1665).
- Evtrapeliæ Philologico-Historico-Ethico-Politico-Theologicæ, Oder Zwey Tausent schöne, Nützliche, Naachdenckliche, Vernünfftige, Sinn, Lehr, Geistreiche, und anmuhtige, auch teils lustige Geschichte und Reden, Jegern, Lübeck 1647.
- (Hrsg.): Sybille Schwarz: Sibylle Schwarzin Vohn Greiffswald aus Pommern Deutsche Poëtische Gedichte, 2 Bände, Rhete, Danzig 1650.
- Eutrapeliarum philologico-historico-ethico-politico-theologicarum libri III, Riese, Leipzig 1656.
- (Hrsg.): Stephan Gerlach: Stephan Gerlachs deß Aeltern Tage-Buch der von zween glorwürdigsten römischen Kaysern, Maximiliano und Rudolpho ... an die Ottomannische Pforte zu Constantinopel abgefertigten und durch den Wohlgebohrnen Herrn Hn. David Ungnad ... zwischen dem Ottomanischen und Römischen Kayserthum ... glücklichst-vollbrachter Gesandtschafft, Zunner, 1674.